# Famille de la Broise
La famille de la Broise ou encore de la Broïse est une famille subsistante de la noblesse française, originaire de Normandie.
Elle appartient appartient à l'ancienne noblesse de la Normandie. Elle paraît avoir eu pour berceau la seigneurie de son nom, située au Mesnil-Adelée, près d'Avranches. Elle donne plusieurs branches et subsiste à travers une branche fixée par la suite en Mayenne. La famille de la Broise a fourni de nombreux officiers dont plusieurs ont été tués à l'ennemi.

## Histoire

### Origines
La famille est connue dans cette région depuis les premières années du XIIIe siècle et Nicolas Viton de Saint-Allais en fait remonter la filiation à un Guillaume de la Broise, chevalier, vivant à cette époque, auquel il attribue le titre de baron d'Ardevon. Mais les premiers degrés de la généalogie donnée par cet auteur paraissent ne s'appuyer que sur des présomptions. Pour Nicolas Viton de Saint-Allais, les seigneurs d'Ardevon étaient barons de la Broïse, ils avaient le titre de barons et patrons d'Ardevon.
Le premier membre rattaché à la famille de la Broise : Guillaume de la Broise, écuyer, Seigneur dudit lieu, au Mesnil-Adelée, épousa Olivette Roussel par contrat passé le 29 avril 1349 devant Jean le Cordier, tabellion royal. Robert de la Broise, fils présumé du précédent, fut un des 119 gentilshommes normands qui en 1423 défendirent Le Mont-Saint-Michel contre une attaque des Anglais et dont les noms furent inscrits sur les murs de l'abbaye.

### Noblesse
La filiation ne paraît être régulièrement établie que depuis le 2 mai 1433, date à laquelle Pierre de la Broise, écuyer, Seigneur dudit lieu, et son frère puiné, Thomas, partagèrent la succession de leurs parents par acte passé devant tabellion royal à Mortain. Lors de la recherche des faux nobles entreprise par Raimond Montfaut, commissaire du roi Louis XI, en 1463, ces deux frères furent condamnés comme usurpateurs, déclarés roturiers et soumis à la taille; ils appelèrent de cette condamnation et firent reconnaître leur noblesse dès le 24 février 1464 par une sentence de l'élection d'Avranches. Ils ont été les auteurs de deux grandes branches qui se sont perpétuées jusqu'à nos jours.
On trouvera une généalogie de la branche aînée, issue de Pierre, dans le Nobiliaire universel de Nicolas Viton de Saint-Allais. François-Alexandre Aubert de La Chesnaye Des Bois a donné une généalogie de la seconde branche. Les représentants de ces deux branches furent maintenus dans leur noblesse le 23 janvier 1599 par jugement rendu à Vire de M. de Mesmes de Roissy, le 18 avril 1635 par jugement rendu à Mortain de M. d'Aligre et le 20 mars 1671 par un jugement de Guy Chamillart, intendant de la généralité de Caen, qui est rapporté tout au long dans les Carrés d'Hozier. Toutefois, par suite de la condamnation prononcée par Raimond Montfaut en 1463, Chamillart ne rangea pas MM. de la Broise parmi les anciens nobles, mais seulement parmi ceux qui avaient justifié quatre degrés sans anoblissement antérieur connu.
Le rameau des seigneurs de Chalange, issu de la seconde branche et fixé dans le Comté de Laval, fut maintenu dans sa noblesse, sur preuves remontant à 1548, par jugement du 4 juin 1668 de Jean-Baptiste Voysin de la Noiraye, intendant de la généralité de Tours.

## Armes
Les armes de la famille se blasonnent ainsi : D'azur au chevron d'or barré de deux fasces de même, accompagné de 3 molettes aussi d'or.

## Filiation prouvée et suivie

### Branche aînée
La branche aînée, dont le chef est connu sous le titre de baron, est restée jusqu'à nos jours possessionnée à La Chapelle-Urée, dont elle a possédé la seigneurie depuis le XVIe siècle jusqu'à l'époque de la Révolution française. En 1601, Gilles de La Broise, descendant d'une des plus vieilles familles normandes, sieur de la Goutelle et de la Grippière à Reffuveille, acquiert le fief de la Chapelle-Urée et du Boulevert.
Jacques-Baptiste de La Broise défendit la redoute Saint-Maurice au siège de Münster (1759) avec 100 hommes contre 10 000 Hollandais. Il fut décoré de l'ordre de Saint-Louis. Son fils entra en qualité de lieutenant dans l'armée catholique et royale de Normandie, sous les ordres de Louis de Frotté. Jean-Baptiste de La Broise (1735-1820) seigneur de la Chapelle-Urée et résidant au manoir du Boulvert est arrêté en son logis le 1er juin 1796 et condamné à être fusillé par les soldats républicains. Il aura la vie sauve à la suite de l'intervention des chouans. Le château actuellement rasé s'appelle le château du Boulvert et a donné son nom à la branche de la famille de La Broise.
On trouvera dans le Nouveau d'Hozier les preuves de noblesse qu'un de ses membres, Jean-François, né en 1779 à la Chapelle-Urée, lit en 1789 pour être admis à l'Ecole militaire.

### Branche cadette
La branche cadette s'est partagée en un très grand nombre de rameaux dont plusieurs se sont perpétués jusqu'à nos jours. Le chef d'un de ces rameaux est connu de nos jours sous le titre de marquis. On trouvera dans les Carrés d'Hozier les preuves de noblesse que Louise-Rose-Sophie de la Broise, issue du rameau des seigneurs de Chalange, fit en 1769 pour être admise à la Maison royale de Saint-Louis.

### Assemblées de la Noblesse
Pierre-François de la Broise prit part en 1789 aux assemblées de la noblesse tenues à Avranches ; Jacques de la Broise, chevalier, Seigneur de la Chapelle-Urée, et Jacques-Baptiste de la Broise, chevalier de l'Ordre de Saint-Louis, ancien capitaine commandant du régiment de Monsieur, prirent part à celles tenues à Mortain, Claude-Jean-René de La Broise de Raiseux, François de la Broise, Seigneur de Raiseux, et Jean-Joseph-Alexandre de la Broise prirent part à celles tenues au Mans

## Personnalités
- Claude-Jean-René de La Broise (1753-1828), militaire et homme politique
- Michel Georges de La Broise (1794-1871), garde du corps du roi Louis XVIII, officier, député.
- Henri de La Broise  (1835-1902),  écrivain, industriel, collectionneur d'arts, maire.

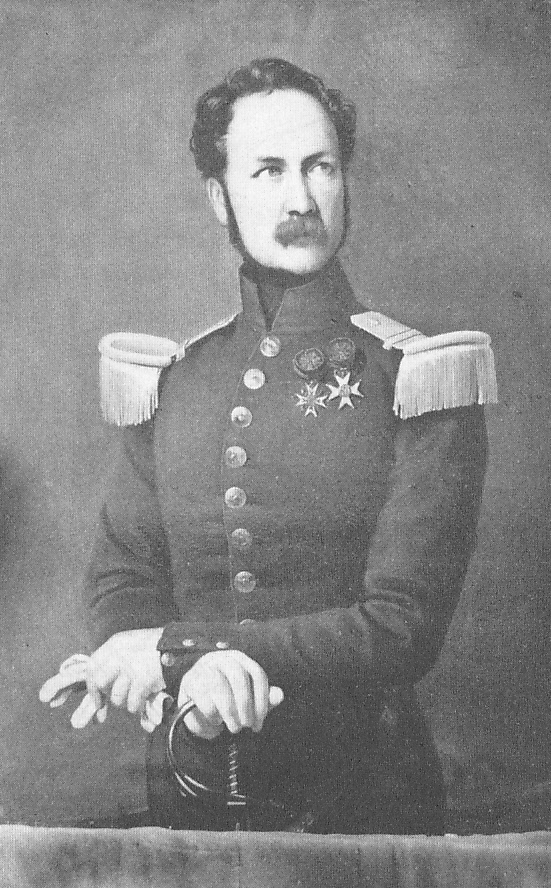
Michel Georges de La Broise, d'après le tableau de Dubufe, père et fils (c. 1837). Musée du Vieux-Château, Laval.

## Alliances
Les principales alliances de cette famille sont : de Malherbe, du Mesniladelée, du Rosel de Saint Germain, d'Avenel, de Saint-Genys, Achard de la Vente 1711, d'Amphernet, Turgot, de Tournebu 1681, de l'Esperonnière 1623, Bougrenet de la Tocnaye vers 1400, de Mary de Longueville, de Brébisson, Morand de Callac 1891, d'Aubert, de Laistre, de Farcy de Pontfarcy, d'Arclais, de Saint-Gilles 1681, de Mons de Carentilly, Payen de Chavoy 1603, Cœurel 1648, Tesson 1599, de Marcé, du Boisbéranger, de la Corbière, du Hardas de Hauteville, de Montécler, de Bailly du Fresnay, de Brecey de la Semondière.

## Pour approfondir